# Stadium Tour 2020
Larger-Than-Life Global Stadium Tour (o denominado Stadium Tour) es una gira mundial realizada por el grupo estadounidense de hard rock Guns N' Roses, marcada por la continuación de la gira de regreso de los miembros clásicos Slash y Duff McKagan, Not in This Lifetime... Tour. La gira se empezó a anunciar en octubre de 2019, pero entre noviembre de 2019 y enero de 2020 se fueron agregando más fechas por todo el mundo. La gira va a estar marcada por países que la banda nunca realizó shows, como Ecuador, Escocia (con la formación original), Guatemala, República Dominicana, etc, o festivales que nunca asistieron hasta el momento como el Lollapalooza (en sus ediciones sudamericanas de Chile, Argentina, Brasil), el Festival Vive Latino de México, el Festival Estéreo Picnic de Colombia, o el Summerfest de Estados Unidos, etc.
La gira empezó oficialmente el 31 de enero de 2020 en el Super Bowl Music Fest en Miami, y terminará el 6 de diciembre de 2020 en el Campo de Golf Briceño de Bogotá, en Colombia, tras haber pospuesto la manga de conciertos por América Latina desde el mes de marzo hasta noviembre y diciembre a causa de la pandemia por el COVID-19. La manga de conciertos por Europa también fue pospuesta días escasos a su celebración por esta misma razón.

## Historia del tour
Todo inició en octubre de 2019 cuando se confirmó la participación de la banda en el Lollapalooza, (en sus ediciones sudamericanas de Chile, Argentina y Brasil), y del Festival Estéreo Picnic de Colombia. Más tarde se anunciarían más fechas tanto Europa, Latinoamérica y Norteamérica. La gira comenzó el 31 de enero de 2020 en el Super Bowl Music Fest de Miami, y fue sould-out frente a una asistencia de 19.000 personas para ver a la banda, con Snoop Dogg como telonero. Esa misma noche, la banda interpreta "You're Crazy" (del Appetite For Destruction, 1987) después de 6 años sin ser tocada, desde el 12 de abril de 2014 en La Paz, Bolivia, y no era tocada con los miembros originales desde el 17 de julio de 1993 en Buenos Aires, Argentina, irónicamente, también en su versión lenta.

## Teloneros
- Snoop Dogg (en Miami)
- Toque Profundo (en Punta Cana)
- The Smashing Pumpkins (en Philadelphia, Detroit, Toronto, Washington D. C., East Rutherford y Boston)

## Conciertos
| Fecha                                     | Ciudad                                    | País                                      | Lugar                                               | Entradas vendidas / Entradas disponibles  | Recaudación                               |
| Etapa 1 — Estados Unidos y América Latina | Etapa 1 — Estados Unidos y América Latina | Etapa 1 — Estados Unidos y América Latina | Etapa 1 — Estados Unidos y América Latina           | Etapa 1 — Estados Unidos y América Latina | Etapa 1 — Estados Unidos y América Latina |
| ----------------------------------------- | ----------------------------------------- | ----------------------------------------- | --------------------------------------------------- | ----------------------------------------- | ----------------------------------------- |
| 31 de enero de 2020                       | Miami                                     | Estados Unidos                            | Super Bowl Music Fest                               |                                           |                                           |
| 14 de marzo de 2020                       | Ciudad de México                          | México                                    | Foro Sol                                            |                                           |                                           |
| Etapa 2 — Europa                          |                                           |                                           |                                                     |                                           |                                           |
| 20 de mayo de 2020                        | Lisboa                                    | Portugal                                  | Passeio Marítimo De Algés                           |                                           |                                           |
| 23 de mayo de 2020                        | Sevilla                                   | España                                    | Estadio Benito Villamarín                           |                                           |                                           |
| 26 de mayo de 2020                        | Munich                                    | Alemania                                  | Estadio Olímpico de Berlín                          |                                           |                                           |
| 29 de mayo de 2020                        | Londres                                   | Reino Unido                               | Tottenham Hotspur Stadium                           |                                           |                                           |
| 30 de mayo de 2020                        | Londres                                   | Reino Unido                               | Tottenham Hotspur Stadium                           |                                           |                                           |
| 2 de junio de 2020                        | Hamburgo                                  | Alemania                                  | Imtech Arena                                        |                                           |                                           |
| 6 de junio de 2020                        | Sölvesbor                                 | Suecia                                    | Sweden Rock Festival                                |                                           |                                           |
| 9 de junio de 2020                        | Viena                                     | Austria                                   | Estadio Ernst Happel                                |                                           |                                           |
| 12 de junio de 2020                       | Florencia                                 | Italia                                    | Hipódromo de Cascine                                |                                           |                                           |
| 14 de junio de 2020                       | Berna                                     | Suiza                                     | Stade de Suisse                                     |                                           |                                           |
| 17 de junio de 2020                       | Varsovia                                  | Polonia                                   | Estadio Nacional de Varsovia                        |                                           |                                           |
| 19 de junio de 2020                       | Praga                                     | República Checa                           | Aeropuerto Letnany                                  |                                           |                                           |
| 21 de junio de 2020                       | Landgraaf                                 | Países Bajos                              | Pinkpop Festival                                    |                                           |                                           |
| 25 de junio de 2020                       | Glasgow                                   | Escocia                                   | Glasgow Green                                       |                                           |                                           |
| 27 de junio de 2020                       | Dublín                                    | Irlanda                                   | Marlay Park                                         |                                           |                                           |
| Etapa 3 — Norteamérica                    |                                           |                                           |                                                     |                                           |                                           |
| 4 de julio de 2020                        | Milwaukee                                 | Estados Unidos                            | American Family Insurance Amphitheater (Summerfest) |                                           |                                           |
| 8 de julio de 2020                        | Filadelfia                                | Estados Unidos                            | Citizens Bank Park                                  |                                           |                                           |
| 11 de julio de 2020                       | Detroit                                   | Estados Unidos                            | Comerica Park                                       |                                           |                                           |
| 13 de julio de 2020                       | Toronto                                   | Canadá                                    | Rogers Centre                                       |                                           |                                           |
| 16 de julio de 2020                       | Washington D. C.                          | Estados Unidos                            | Nationals Park                                      |                                           |                                           |
| 18 de julio de 2020                       | East Rutherford                           | Estados Unidos                            | MetLife Stadium                                     |                                           |                                           |
| 21 de julio de 2020                       | Boston                                    | Estados Unidos                            | Fenway Park                                         |                                           |                                           |
| 24 de julio de 2020                       | Mineápolis                                | Estados Unidos                            | Target Field                                        |                                           |                                           |
| 26 de julio de 2020                       | Chicago                                   | Estados Unidos                            | Wrigley Field                                       |                                           |                                           |
| 29 de julio de 2020                       | Denver                                    | Estados Unidos                            | Dick's Sporting Goods Park                          |                                           |                                           |
| 2 de agosto de 2020                       | Seattle                                   | Estados Unidos                            | T-Mobile Park                                       |                                           |                                           |
| 5 de agosto de 2020                       | San Francisco                             | Estados Unidos                            | Oracle Park                                         |                                           |                                           |
| 8 de agosto de 2020                       | Los Ángeles                               | Estados Unidos                            | SoFi Stadium                                        |                                           |                                           |
| 12 de agosto de 2020                      | Atlanta                                   | Estados Unidos                            | Bobby Dodd Stadium at Historic Grant Field          |                                           |                                           |
| 15 de agosto de 2020                      | Tampa                                     | Estados Unidos                            | Raymond James Stadium                               |                                           |                                           |
| 18 de agosto de 2020                      | Arlington                                 | Estados Unidos                            | Globe Life Field                                    |                                           |                                           |
| 21 de agosto de 2020                      | Indianápolis                              | Estados Unidos                            | Lucas Oil Stadium                                   |                                           |                                           |
| 23 de agosto de 2020                      | Fargo                                     | Estados Unidos                            | Fargo Dome                                          |                                           |                                           |
| 26 de agosto de 2020                      | Missoula                                  | Estados Unidos                            | Grizzly Stadium                                     |                                           |                                           |
| Etapa 3 — América Latina                  |                                           |                                           |                                                     |                                           |                                           |
| 8 de noviembre de 2020                    | Punta Cana                                | República Dominicana                      | Hard Rock Hotel & Casino                            |                                           |                                           |
| 11 de noviembre de 2020                   | Mérida                                    | México                                    | TBA                                                 |                                           |                                           |
| 15 de noviembre de 2020                   | San José                                  | Costa Rica                                | Estadio Ricardo Saprissa Aymá                       |                                           |                                           |
| 18 de noviembre de 2020                   | Ciudad de Guatemala                       | Guatemala                                 | Estadio Cementos Progreso                           |                                           |                                           |
| 21 de noviembre de 2020                   | Quito                                     | Ecuador                                   | Estadio Olímpico Atahualpa                          |                                           |                                           |
| 24 de noviembre de 2020                   | Lima                                      | Perú                                      | Estadio San Marcos                                  |                                           |                                           |
| 27 de noviembre de 2020                   | Santiago de Chile                         | Chile                                     | Parque O'Higgins Lollapalooza                       |                                           |                                           |
| 29 de noviembre de 2020                   | Buenos Aires                              | Argentina                                 | Hipódromo de San Isidro Lollapalooza                |                                           |                                           |
| 4 de diciembre de 2020                    | São Paulo                                 | Brasil                                    | Autódromo de Interlagos Lollapalooza                |                                           |                                           |
| 6 de diciembre de 2020                    | Bogotá                                    | Colombia                                  | Campo de Golf Briceño                               |                                           |                                           |
| Total                                     |                                           |                                           |                                                     |                                           |                                           |

## Miembros
Guns N' Roses
- Axl Rose – voz líder, piano
- Slash – guitarra líder, voz de apoyo, talkbox
- Duff McKagan – guitarra bajo, voz de apoyo
- Dizzy Reed – teclado, piano, percusión, voz de apoyo
- Richard Fortus – guitarra rítmica, voz de apoyo
- Frank Ferrer – batería, percusión
- Melissa Reese – teclado, sintetizador, sub-bajo, voz de apoyo